# Niccolò Perelli
Niccolò Perelli (Nápoles, 22 de outubro de 1696 - Roma, 24 de fevereiro de 1772) foi um cardeal do século XVIII

## Biografia
Nasceu em Nápoles em 22 de outubro de 1696, Nápoles. De uma família nobre de L'Aquila. Dos duques de Monte Staraccio. Filho de Domenico Perelli, um financista, e Angela Farina, de Nápoles. Seu primeiro nome também está listado como Nicola; e como Nicolau; e seu sobrenome como Perella; e como Perrelli.
Estudou no Collegio de' Nobili , Nápoles; e depois, na Pontifícia Academia dos Nobres Eclesiásticos, Roma, 1718.
Decidiu entrar no estado eclesiástico e recebeu as ordens sagradas após terminar seus estudos.
Protonotário apostólico participantei. Referendário dos Tribunais da Assinatura Apostólica da Justiça e da Graça, 5 de março de 1722. Governador de Rieti, 17 de outubro de 1722 até 1727. Presidente da Câmara Apostólica, maio de 1728. Clérigo da Câmara Apostólica, 2 de janeiro de 1730, substituindo Monsenhor Antonio Annibaldensi de Molaria. Vigário da basílica patriarcal da Libéria, fevereiro de 1730. Relator da SC da Sagrada Consulta , 1730. Presidente delle Carceri, 1731. Superintendente de Collescipoli, 1733-1734. Governador de Cesi e Terre Arnolfe, 1735, Vigário de S. Lorenzo em Damaso, 1739. Presidente delle Grascia , 18 de agosto de 1740. Comissário da Congregação de Contas, setembro de 1743. Prefeitodell'Annona , 5 de julho de 1747 até 31 de dezembro de 1753. Decano dos clérigos da Câmara Apostólica, 1751 até 1755. Comissário delle Armi , 1752 até 1755. Presidente ad interim delle Acque . Decano e pró-presidente delle Ripe , julho de 1753. Tesoureiro geral da Câmara Apostólica, novembro de 1753 até 1759.
Criado cardeal diácono no consistório de 24 de setembro de 1759; recebeu o chapéu vermelho em 27 de setembro de 1759; e a diaconia de S. Giorgio em Velabro, 19 de novembro de 1759. Atribuído à SS. CC. da Sagrada Consulta , Bom Governo, Index, delle Acque , delle Ripe e Tevere . Superintendente do porto de Anzio, que necessitava de reparos. Protetor da Ordem de São Basílio, em 11 de maio de 1765. Participou do conclave de 1769, que elegeu o Papa Clemente XIV.
Morreu em Roma em 24 de fevereiro de 1772, perto das 20 horas, de hidropisia no peito, após receber os sacramentos da Igreja. Exposto na basílica de Ss. XII Apostoli, Roma, onde teve lugar o solene funeral com a presença do Papa, do Sagrado Colégio dos Cardeais e do duque de Gloucester, irmão do rei de Inglaterra, que se encontrava em visita a Roma; o corpo foi transferido em particular e enterrado na igreja de Ss. Giovanni e Paolo, Roma, segundo seu testamento. O testamenteiro foi Domenico Giordani, arcebispo titular de Nicomédia, vice-gerente de Roma.